# Västernorrland
Nota linguística: Não confundir grevskap (território governado por um conde) com län (subdivisão administrativa da Suécia).
O Condado da Västernorrland (em sueco: Västernorrlands län;  ouça a pronúncia), raramente Condado da Norlândia Ocidental (em latim: Norlandiae Occidentalis Comitatus), é um dos 21 condados (län) em que a Suécia está atualmente dividida.                                                                       

Compreende essencialmente as províncias históricas da Ångermanland e de Medelpad.

Com uma área de 21 684 km2, ocupa 5,2 % da superfície total do país, e tem uma população de cerca de 241 841 habitantes (2024).                                                                            A sua sede administrativa (residensstad) está na cidade de Härnösand.  

## Etimologia e uso
A Västernorrland está mencionada como Westre Nordlandenn em 1574, designando então várias províncias da Norrland, localizadas na atual Suécia a oeste do Golfo de Bótnia.

Em textos em português costuma ser usada a forma original Västernorrland, ocasionalmente transliterada para Vasternorrland.

## História
O Condado da Västernorrland foi fundado em 1762 e incluiu o condado da Jämtland até 1810.

### O condado atual
Compreende as províncias históricas da Medelpad e da Ångermanland, assim como pequenas parcelas da Hälsingland e da Jämtland.

O Condado da Västernorrland
A Província histórica da Medelpad
A Província histórica da Ångermanland

## Geografia

### Comunas
O condado da Västernorrland está subdivido em 7 comunas (kommuner):

| Comuna       | População (31 de dezembro de 2024) |
| ------------ | ---------------------------------- |
| Härnösand    | 24590                              |
| Kramfors     | 17604                              |
| Sollefteå    | 18480                              |
| Sundsvall    | 99170                              |
| Timrå        | 17506                              |
| Ånge         | 9058                               |
| Örnsköldsvik | 55433                              |

### Maiores centros urbanos
Os maiores centros urbanos do condado eram em 2020:

| # | Cidade       | População |
| - | ------------ | --------- |
| 1 | Sundsvall    | 58 813    |
| 2 | Örnsköldsvik | 33 348    |
| 3 | Härnösand    | 18 508    |
| 4 | Timrå        | 10 494    |
| 5 | Sollefteå    | 8 527     |

### Comunicações
Os centros populacionais e económicos da Västernorrland dispõem de boas comunicações.

- Estradas europeias E4 (Haparanda-Estocolmo-Helsingborg) e E14 (Östersund-Sundsvall)
- Linhas férreas da Costa Leste/Ådalen/Bótnia e Central
- Portos de Sundsvall (com 12,3 m de profundidade), Timrå, Härnösand e Örnsköldsvik
- Aeroportos regionais de Sundsvall-Timrå (em Timrå), Höga kusten Airport (em Kramfors) e Örnsköldsvik (em Örnsköldsvik)

### Economia
O Condado da Västernorrland tem uma economia tradicionalmente baseada em indústria manufatureira e florestal, bastante dependente do acesso a matérias-primas, e concentrada em Örnsköldsvik, Sundsvall, Timrå e Kramfors. Por outro lado, as novas atividades de serviços dominam Sundsvall, Härnösand e Sollefteå.

### Educação

#### Ensino superior
- Universidade do Centro (Mittuniversitetet; Sundsvall e Östersund)

## Política e administração regional

### Órgão administrativo regional
Como subdivisão regional, o condado é chefiado por um governador (landshövding), nomeado pelo governo, e tem a missão de executar as tarefas administrativas do estado nesse mesmo condado, contando para tal com o ”Conselho Administrativo do Condado da Västernorrland” (Länsstyrelsen i Västernorrland). 

### O condado e a região
No mesmo território do Condado da Västernorrland (län), opera a Região Västernorrland (region). Enquanto que o condado é um órgão administrativo – cujo governador é nomeado pelo estado, a região é um órgão político – eleito pelos cidadãos, e responsável pela gestão local da saúde, transportes, cultura, etc…

### O condado na União Europeia
No âmbito da União Europeia, o Condado da Västernorrland é uma unidade estatística do tipo (Nuts 3).